# 孫煌進
孫 煌進（ソン・ファンジン、1979年1月23日 - ）は、韓国の男性元総合格闘家。日本鹿児島県鹿児島市出身。大阪府在住。スクランブル渋谷所属。
空手、ボクシングの経験を生かし、殴り合うことを信条とするファイター。夜遊びの様子を自らのブログで報告するなどのキャラクターの持ち主。

## 来歴
2001年4月15日、第1回東日本アマチュア修斗フレッシュマントーナメント・ライト級（-65kg）に出場。準決勝で小室宏二にポイントで敗れ、3位入賞に終わった。
2001年7月29日、第1回東日本アマチュア修斗選手権大会に出場し、ライト級優勝を果たした。
2002年4月21日、修斗新人王トーナメントライト級1回戦で門脇英基と対戦予定であったが、負傷により欠場となった。
2002年9月16日、修斗で山本"KID"徳郁と対戦した勝田哲夫のセコンドに付き、試合後に乱闘騒ぎを起こした。10月1日、修斗コミッションより30日間のライセンス停止処分を科されることが発表された。
2005年5月8日、修斗とMAキックの合同興行でプロデビュー。椎木努と対戦し、TKO勝ち。
2005年7月30日、修斗で田村彰敏と対戦し、判定負け。
2006年11月21日、『孫煌進のThe World is Mine!!』と言うタイトルでblog開始。韓国・北朝鮮訪問記、愉快な仲間達等、おもしろおかしく書くがあまり、blogが炎上することもあった。
2007年6月2日、修斗で門脇英基と対戦予定であったが、左第5肋骨不全骨折により欠場となった。
2007年8月26日、R.I.S.E.でキックボクシングルールに初挑戦し、裕樹と対戦。2Rで左フック、3Rに右フックでそれぞれダウンを奪われるなどして、判定負け。
2007年11月11日、CAGE FORCE初参戦となったCAGE FORCE EX -eastern bound-で吉本光志と対戦し、判定負け。
2008年6月22日、CAGE FORCE 07のフェザー級王座決定トーナメント1回戦で堀友彦と対戦し、右肘打ちで左瞼をカットさせドクターストップ勝ち。
2008年9月27日、CAGE FORCE 08のフェザー級王座決定トーナメント準決勝でウィッキー聡生と対戦し、判定負け。
2008年12月10日、DEEP初参戦となったDEEP 39 IMPACTでジョン・チャンソンと対戦。右フックでダウンし、追撃のパウンドでキャリア初のTKO負けを喫した。
2009年3月5日、自身のブログで「わし引退する!!」と引退を表明した。

## 戦績

### プロ総合格闘技
| 総合格闘技 戦績 | 総合格闘技 戦績 | 総合格闘技 戦績 | 総合格闘技 戦績 | 総合格闘技 戦績 | 総合格闘技 戦績 | 総合格闘技 戦績 |
| --------------- | --------------- | --------------- | --------------- | --------------- | --------------- | --------------- |
| 9 試合          | (T)KO           | 一本            | 判定            | その他          | 引き分け        | 無効試合        |
| 5 勝            | 2               | 0               | 3               | 0               | 0               | 0               |
| 4 敗            | 1               | 0               | 3               | 0               | 0               | 0               |

| 勝敗 | 対戦相手           | 試合結果                         | 大会名                                                  | 開催年月日     |
| ×    | ジョン・チャンソン | 1R 0:17 TKO（右フック→パウンド） | DEEP 39 IMPACT                                          | 2008年12月10日 |
| ×    | ウィッキー聡生     | 5分3R終了 判定0-3                | CAGE FORCE 08 【フェザー級王座決定トーナメント 準決勝】 | 2008年9月27日  |
| ○    | 堀友彦             | 1R 1:28 TKO（ドクターストップ）  | CAGE FORCE 07 【フェザー級王座決定トーナメント 1回戦】  | 2008年6月22日  |
| ×    | 吉本光志           | 5分2R終了 判定0-2                | CAGE FORCE EX -eastern bound-                           | 2007年11月11日 |
| ○    | 村山英慈           | 5分2R終了 判定3-0                | 修斗                                                    | 2006年9月8日   |
| ○    | 中尾享太郎         | 5分2R終了 判定3-0                | 修斗                                                    | 2006年3月24日  |
| ○    | 富山浩宇           | 5分2R終了 判定3-0                | 修斗                                                    | 2005年11月29日 |
| ×    | 田村彰敏           | 5分2R終了 判定0-2                | 修斗                                                    | 2005年7月30日  |
| ○    | 椎木努             | 1R 3:13 TKO（パンチ連打）        | 修斗&キック 総額100万円争奪 東西対抗戦                  | 2005年5月8日   |

### アマチュア総合格闘技
| 勝敗 | 対戦相手   | 試合結果                | 大会名                                                                  | 開催年月日    |
| ○    | 色川剛     | 3分2R終了 ポイント41-37 | 第1回東日本アマチュア修斗選手権大会 【ライト級 決勝】                   | 2001年7月29日 |
| ○    | 碓氷早矢手 | 4分1R終了 ポイント21-19 | 第1回東日本アマチュア修斗選手権大会 【ライト級 準決勝】                 | 2001年7月29日 |
| ○    | 石澤大介   | 4分1R終了 ポイント22-19 | 第1回東日本アマチュア修斗選手権大会 【ライト級 2回戦】                  | 2001年7月29日 |
| ○    | 横井俊信   | 4分1R終了 ポイント27-20 | 第1回東日本アマチュア修斗選手権大会 【ライト級 1回戦】                  | 2001年7月29日 |
| ×    | 小室宏二   | 4分1R終了 ポイント20-23 | 第1回東日本アマチュア修斗フレッシュマントーナメント 【ライト級 準決勝】 | 2001年4月15日 |
| ○    | 高谷裕之   | 4分1R終了 ポイント21-18 | 第1回東日本アマチュア修斗フレッシュマントーナメント 【ライト級 3回戦】  | 2001年4月15日 |
| ○    | 館山友樹   | 4分1R終了 ポイント27-18 | 第1回東日本アマチュア修斗フレッシュマントーナメント 【ライト級 2回戦】  | 2001年4月15日 |

### キックボクシング
| 勝敗 | 対戦相手 | 試合結果       | 大会名                  | 開催年月日    |
| ×    | 裕樹     | 3R終了 判定0-3 | R.I.S.E. -α- "THE FACE" | 2007年8月26日 |

## 獲得タイトル
- 第1回東日本アマチュア修斗選手権大会 ライト級 優勝（2001年）